# Пупівник весняний
Омфалодес весняний, або ж пупівни́к весня́ни́й (Omphalodes verna) — вид рослин родини шорстколисті.

## Назва
Англійською мовою називається «блакитноока Марія» (англ. blue-eyed-Mary) та «повзуча незабудка» (англ. Creeping forget-me-not).

## Будова
Багаторічна рослина 20–30 см висоти з повзучим стеблом, рифленим темним листям та маленькими блакитними квітами з білим центром у вигляді зірки. Квіти з'являються по 3-4 на коротких квітконіжках.

## Поширення та середовище існування
Зростає від південного-східних Альп до Румунії.

## Практичне використання
Вирощують в садках як декоративну рослину, має культурні сорти 'Alba', 'Moench'. Може швидко захоплювати територію та бути інвазивною.

## Галерея

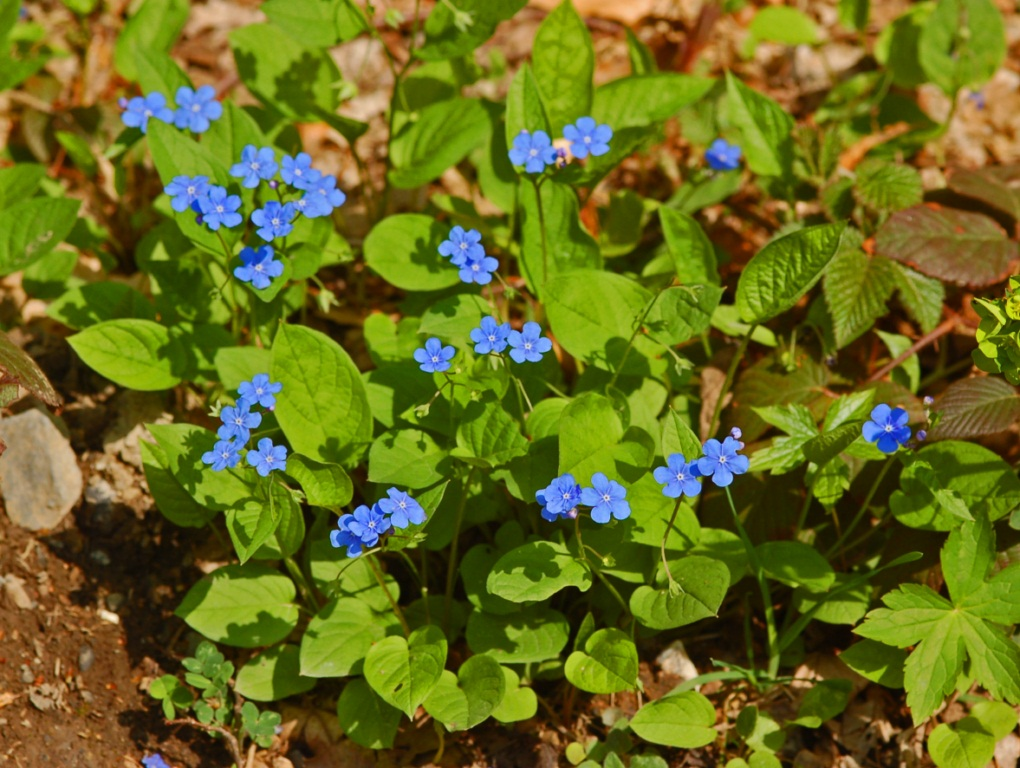
Зарості Omphalodes verna
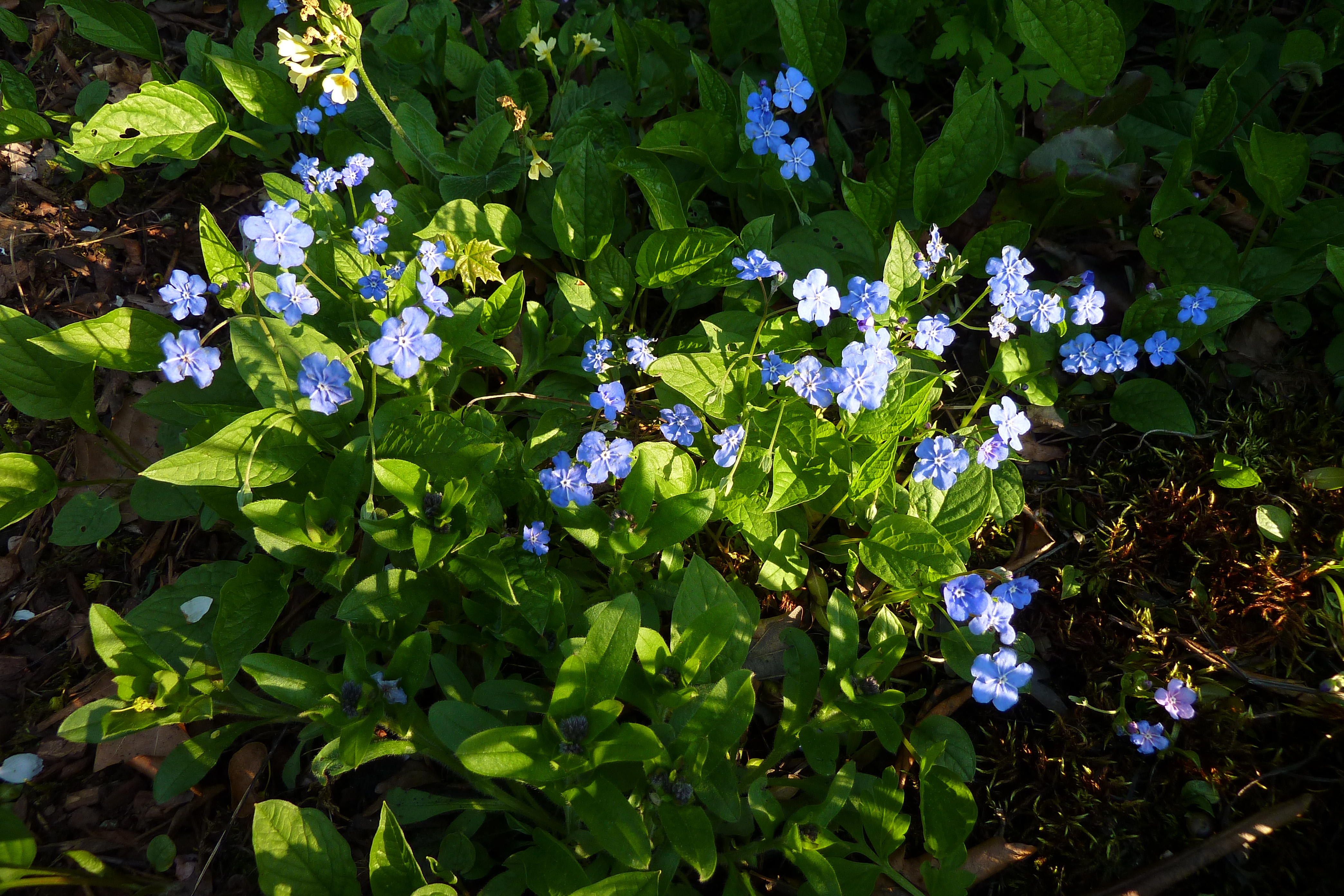
Рослини
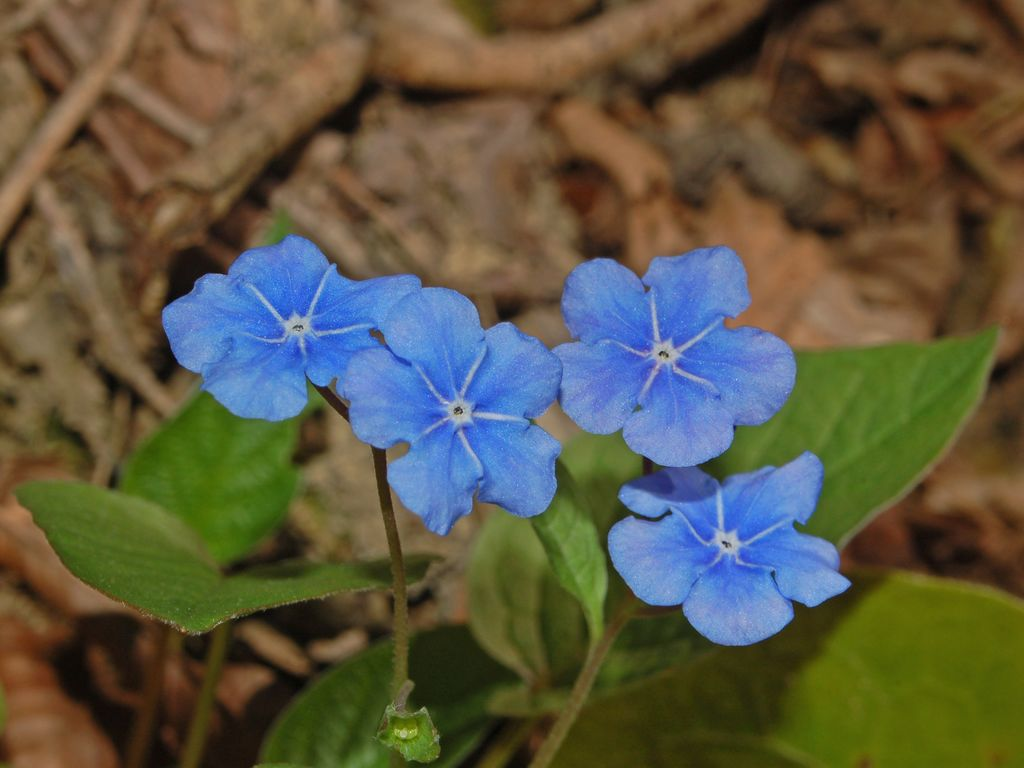
Квіти Omphalodes verna
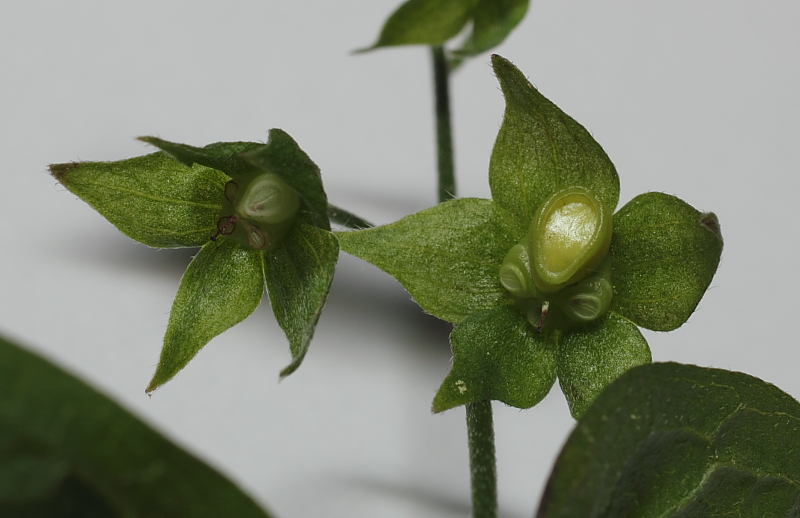
Плоди Omphalodes verna
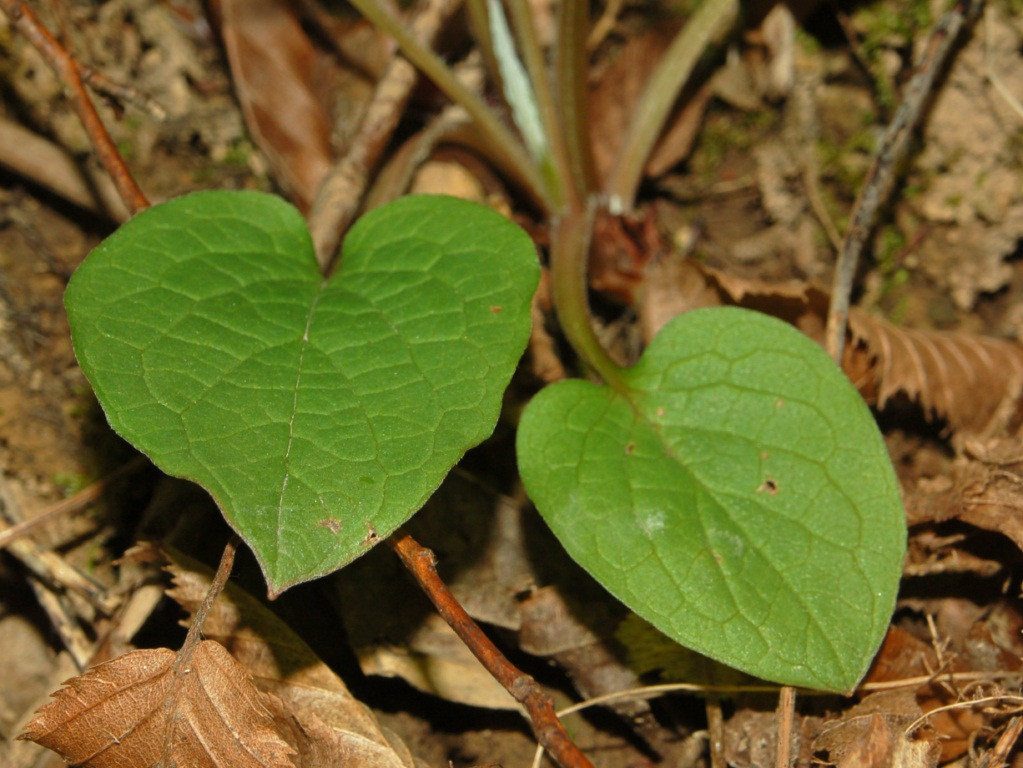
Листя Omphalodes verna
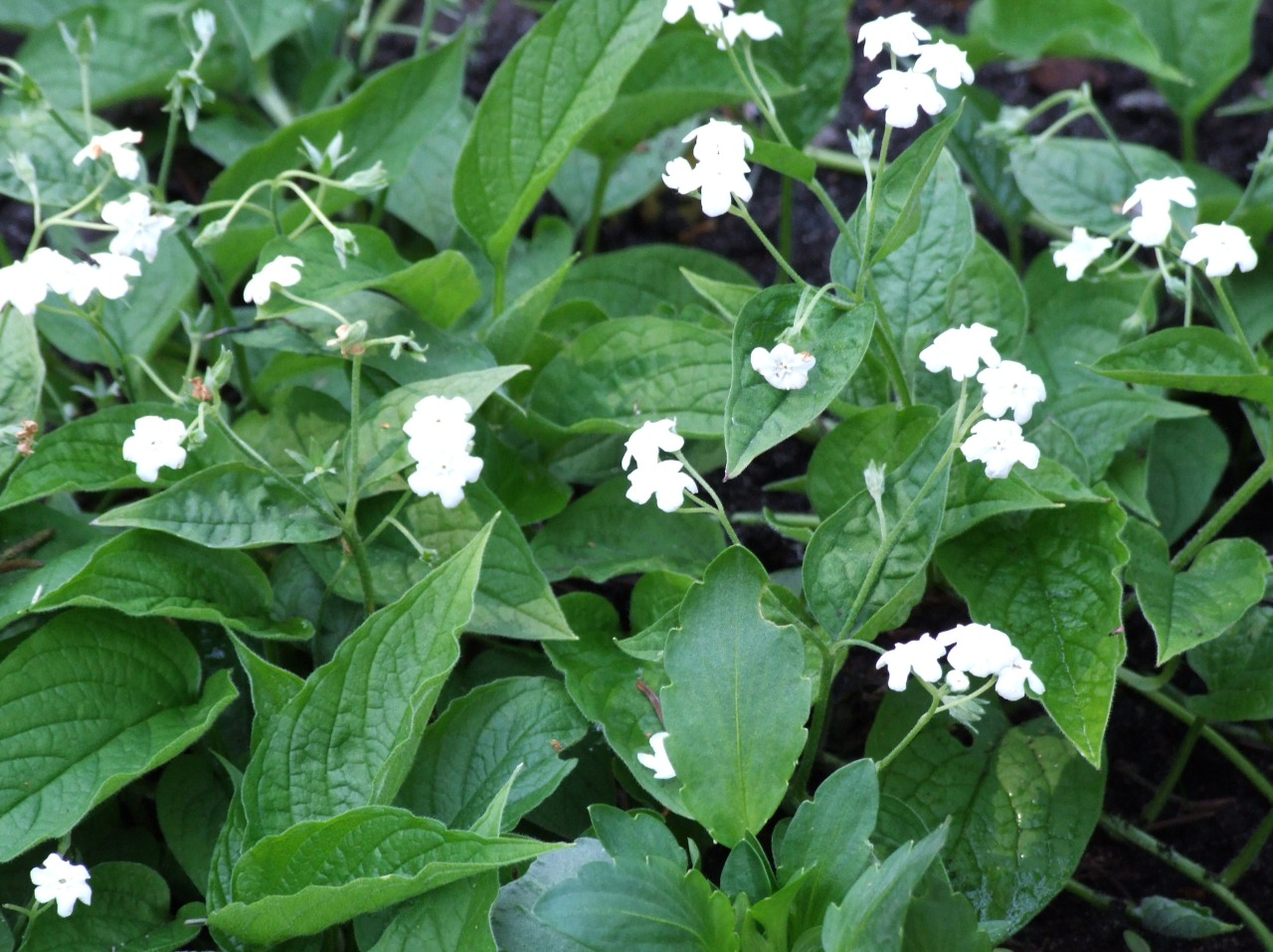
Білий сорт 'Alba'